# Brigida Avogadro

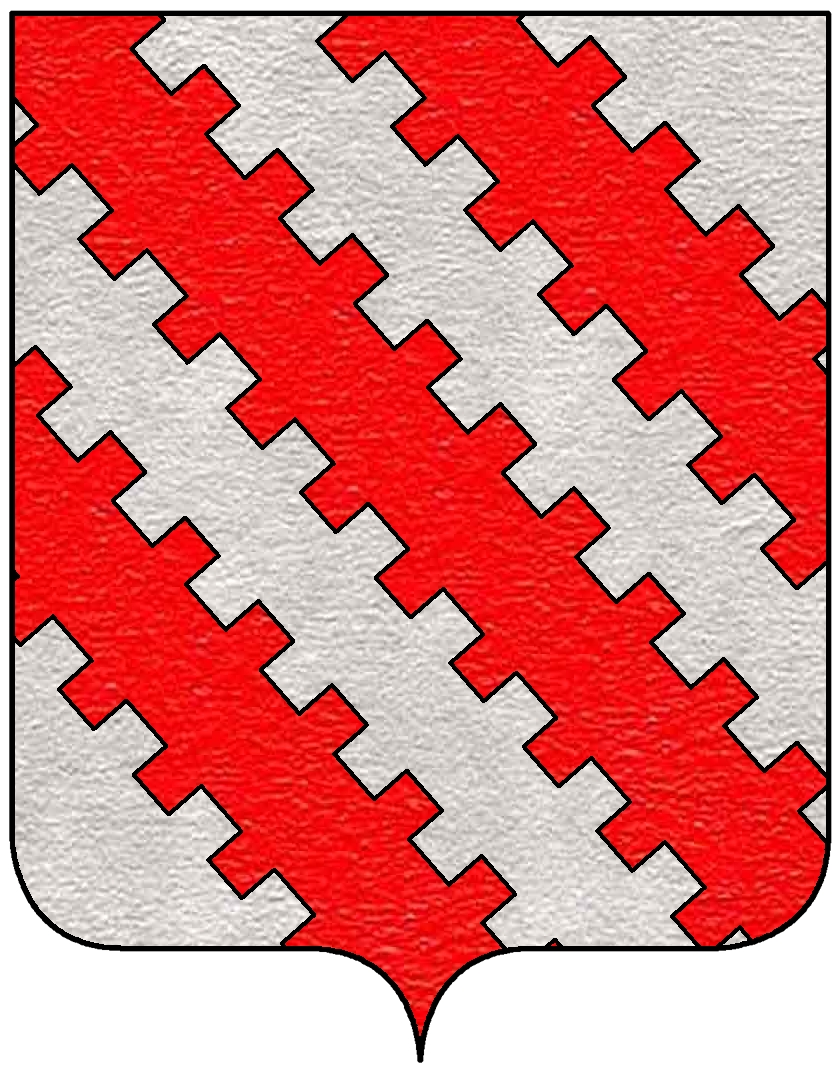
Stemma degli Avogadro

Brigida Lodrone Avogadro (Brescia, ... – Brescia, ...; fl. XV secolo) è stata una condottiera italiana del XV secolo.

## Biografia
Non si hanno molte notizie sulla vita di Brigida, ma sembra certo che appartenesse alla famiglia dei Lodron, o Lodrone, una antica e potente famiglia della zona. Gli storici hanno ipotizzato che fosse la figlia (alcuni pensano la sorella) di Paride Lodron, detto Il grande, (1388-1439) che, con i figli Giorgio e Pietro, si era alleato con Venezia e con la famiglia Avogadro durante le guerre di Lombardia. Brigida sposò il conte Pietro Avogadro, conosciuto come "salvatore della patria" e primo sostenitore bresciano della Repubblica di Venezia, probabilmente nel 1423, poiché è stato ritrovato un documento in cui è citato il loro figlio Francesco, diciottenne nel 1441.
La sua figura è ricordata perché, durante l'assedio di Brescia del generale Nicolò Piccinino nel 1438, avrebbe incitato alla resistenza i bresciani, apparendo in mezzo ai combattenti, con la lancia in mano, sugli spalti.

## Riconoscimenti
- Un grande quadro in cui era raffigurata era presente presso il palazzo Broletto, ma venne distrutto nel 1797 durante le rivolte della Repubblica Bresciana.
- Il Tintoretto, o uno dei suoi allievi, la raffigurò sul soffitto della sala del Maggior Consiglio a Venezia.[4][5]
- La città di Brescia le ha dedicato una strada.[6]